# OR5AU1
OR5AU1 (англ. Olfactory receptor family 5 subfamily AU member 1) – білок, який кодується однойменним геном, розташованим у людей на короткому плечі 14-ї хромосоми. Довжина поліпептидного ланцюга білка становить 362 амінокислот, а молекулярна маса — 40 658.
| 10         |  | 20         |  | 30         |  | 40         |  | 50         |
| ---------- |  | ---------- |  | ---------- |  | ---------- |  | ---------- |
| MTEFHLQSQM |  | PSIRLIFRRL |  | SLGRIKPSQS |  | PRCSTSFMVV |  | PSFSIAEHWR |
| RMKGANLSQG |  | MEFELLGLTT |  | DPQLQRLLFV |  | VFLGMYTATL |  | LGNLVMFLLI |
| HVSATLHTPM |  | YSLLKSLSFL |  | DFCYSSTVVP |  | QTLVNFLAKR |  | KVISYFGCMT |
| QMFFYAGFAT |  | SECYLIAAMA |  | YDRYAAICNP |  | LLYSTIMSPE |  | VCASLIVGSY |
| SAGFLNSLIH |  | TGCIFSLKFC |  | GAHVVTHFFC |  | DGPPILSLSC |  | VDTSLCEILL |
| FIFAGFNLLS |  | CTLTILISYF |  | LILNTILKMS |  | SAQGRFKAFS |  | TCASHLTAIC |
| LFFGTTLFMY |  | LRPRSSYSLT |  | QDRTVAVIYT |  | VVIPVLNPLM |  | YSLRNKDVKK |
| ALIKVWGRKT |  | ME         |  |            |  |            |  |            |

A: Аланін

C: Цистеїн

D: Аспарагінова кислота

E: Глутамінова кислота

F: Фенілаланін

G: Гліцин

H: Гістидин

I: Ізолейцин

K: Лізин

L: Лейцин

M: Метіонін

N: Аспарагін

P: Пролін

Q: Глутамін

R: Аргінін

S: Серин

T: Треонін

V: Валін

W: Триптофан

Кодований геном білок за функціями належить до рецепторів, g-білокспряжених рецепторів, білків внутрішньоклітинного сигналінгу. 
Локалізований у клітинній мембрані, мембрані.